# Methoxid sodný
Methoxid sodný (též methanolát sodný) je organická sloučenina se vzorcem CH3ONa. Tato bezbarvá tuhá látka, vzniklá deprotonací methanolu, se široce používá jako průmyslové a laboratorní reagens. Jedná se o silně zásaditou látku.

## Příprava a struktura
Methoxid sodný se připravuje opatrnou reakcí methanolu se sodíkem:
2 Na + 2 CH3OH → 2 CH3ONa + H2
Reakce je silně exotermická, takže může dojít ke vznícení. Výsledný bezbarvý roztok se často používá jako zdroj methoxidu sodného, čistý materiál lze izolovat odpařením (ve druhé fázi pomocí zahřívání) zbytkového methanolu. Tuhý methoxid sodný s vodou hydrolyzuje za vzniku hydroxidu sodného, proto jím komerční vzorky mohou být kontaminovány. V tuhém stavu, ale zvláště v roztocích, pohlcuje oxid uhličitý ze vzduchu.
V tuhé fázi má methoxid sodný podobu polymeru s listovitým uspořádáním center Na+, kde je každé navázáno na čtyři kyslíková centra.
Struktura, a tudíž i zásaditost, závisí u roztoků na rozpouštědle. Podstatně silnější zásadou je methoxid sodný v dimethylsulfoxidu, kde je více ionizován a bez vodíkových vazeb.

## Použití

### Organická syntéza
Methoxid sodný se rutinně využívá v organické chemii. Je základem pro syntézu mnoha sloučenin, od léčiv po agrochemikálie. Používá se v dehydrohalogenacích a různých kondenzačních reakcích. Je též nukleofilem pro výrobu methyletherů.

### Průmyslové aplikace
Methoxid sodný může sloužit jako iniciátor v aniontové adiční polymerizaci ethylenoxidu, kdy vzniká polyether s vysokou molární hmotností.
Bionafta se vyrábí z rostlinných a živočišných tuků, tedy triacylglycerolů mastných kyselin, transesterifikací methanolem – vznikají methylestery mastných kyselin (FAME). Tato transformace se katalyzuje methoxidem sodným.

## Bezpečnost
Methoxid sodný je silně žíravý. Hydrolýzou vzniká těkavý a toxický methanol.